# Hella S. Haasse
 (octobre 2019).
Si vous disposez d'ouvrages ou d'articles de référence ou si vous connaissez des sites web de qualité traitant du thème abordé ici, merci de compléter l'article en donnant les références utiles à sa vérifiabilité et en les liant à la section « Notes et références ».
Hélène Serafia Haasse, dite Hella S. Haasse (née le 2 février 1918 à Batavia (aujourd'hui Jakarta), Indonésie, et morte le 29 septembre 2011 à Amsterdam), est une écrivaine néerlandaise. Auteure de théâtre, d'essais, de textes de cabaret et de textes autobiographiques, elle a gagné sa grande renommée surtout par ses romans.

## Jeunesse

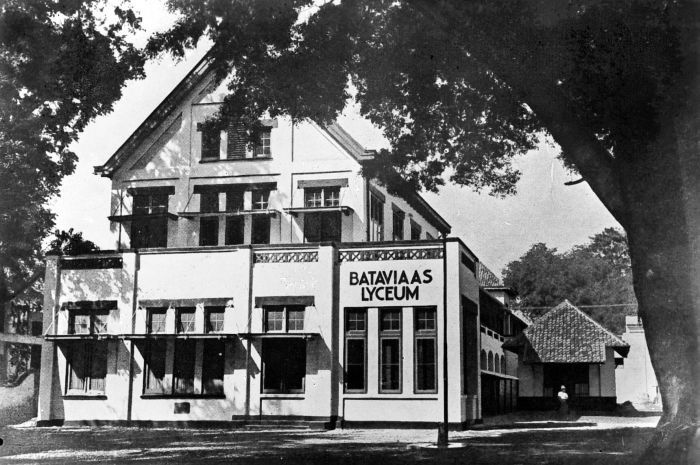
La Carpentier Alting Stichting que fréquentait Hella Haasse dans les années 1930, aujourd'hui le bâtiment B de la Galerie nationale d'Indonésie

Hélène Serafia (Hella S.) Haasse est née le 2 février 1918 à Batavia (aujourd'hui Jakarta, capitale de l'Indonésie). Sa mère est la pianiste Katherina Diehm-Winzenhöhler et son père Willem Hendrik Haasse, inspecteur des finances au Gouvernement. Hella Haasse a grandi aux Indes néerlandaises, sauf de 1924 à 1928, années où sa mère suivait une cure au Sanatorium néerlandais à Davos, Suisse. Passionnée de lecture et de théâtre, elle écrit à 11 ans son premier roman historique. Pendant ses années de lycée, elle découvre la poésie. En 1938 elle part aux Pays-Bas pour des études de littérature et d'art dramatique à Amsterdam. Elle termine l'école de théâtre en 1943, mais déjà en 1944, année où elle se marie avec Jan van Lelyveld, rédacteur de Propria Cures, elle abandonne cette voie pour se vouer à plein temps à l'écriture, d'abord de la poésie (Stroomversnelling, 1945), des petites pièces de théâtre et des textes de cabaret, mais très vite elle se tourne vers la prose.

## Influence des Indes néerlandaises
Sa nouvelle Oeroeg (1948, titre français : Le Lac noir), écrite pour un concours, lui vaut le premier prix et une renommée nationale. Cette nouvelle se situe en Indonésie. Le thème qui s'en dégage est l'influence réciproque entre colons et colonisés. Oeroeg a été adapté à l'écran en 1993 par Hans Hylkema. Sa jeunesse dans les Indes est une riche source d'inspiration aussi pour d'autres livres. Le roman Heren van de Thee (1992, titre français : Les Seigneurs du thé) a reçu des lecteurs le prix du Meilleur Livre de 1992 et a été en nomination pour le prix européen de littérature.

## La grande dame de la littérature néerlandaise

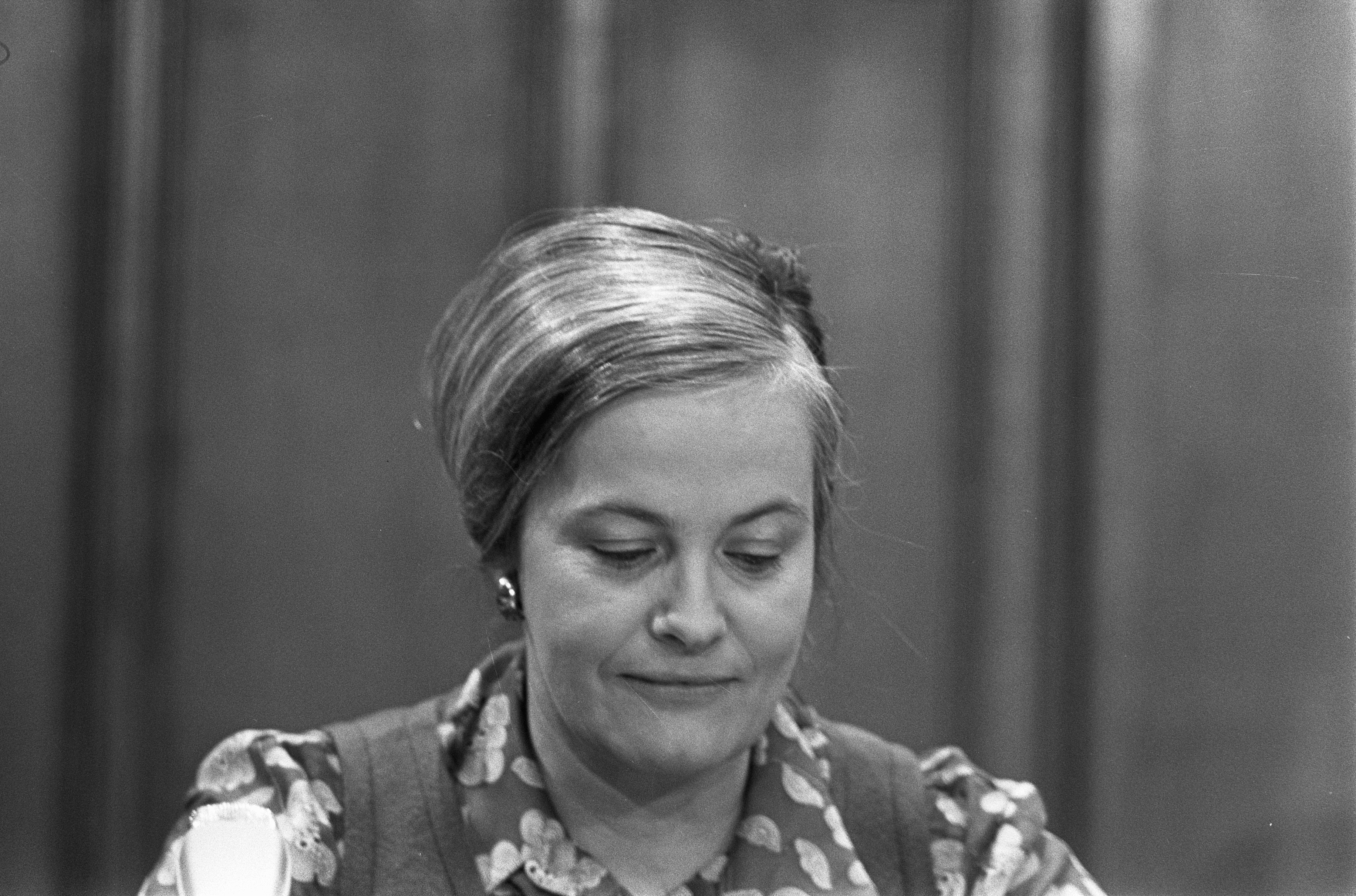
Haasse (1970)

Au cours de sa longue carrière, Hella Haasse a reçu toute une série de prix littéraires néerlandais : d'abord des prix secondaires - en 1958, le prix Atlantique National, et en 1960 Le prix Atlantique International pour De ingewijden; en 1962 le prix Visser Neerlandia pour Een draad in het donker, pièce de théâtre; et en 1977 le Prix Blanc Littéraire pour Een gevaarlijke verhouding of Daal-en-Bergse brieven. En 1992, la reine Béatrix la décore de la Médaille d'Or des Arts et Sciences de l'Ordre de la Maison d'Orange. 
Elle reçoit pour l'ensemble de son œuvre les prix les plus prestigieux : en 1981 le prix Constantijn Huygens, en 1984 le prix P.C. Hooft, en 1985 le prix Dr J. van Praag, et en 2004 le prix des Lettres Néerlandaises. 
Elle occupe des postes universitaires prestigieux en obtenant en 1986/1987 une chaire de professeur invitée de littérature à l'université catholique de Brabant à Tilbourg ; puis elle est nommée membre d'honneur de l'Académie royale belge de linguistique et de lettres néerlandaises à Gand. Elle devient docteur honoris causa à l'université d'Utrecht en 1988, et en 1991, membre honoraire de la Société des lettres néerlandaises à Leyde.
En 1993, le musée de la Littérature de La Haye consacre une exposition à Hella Haasse à l'occasion de son 75e anniversaire. 
De son dernier roman, Sleuteloog (2002) 200 000 exemplaires ont été vendus en quelques mois seulement et ce livre a reçu le prix NS des lecteurs 2003.
En 2008 est ouvert le Musée virtuel Hella Haasse, offert à l'occasion de son 90e anniversaire.

## Hella Haasse et la France
En 1949, Hella Haasse écrit Het Woud der verwachting (titre français : En la forêt de longue attente) sur le prince, poète et prisonnier Charles d'Orléans. Dans ce livre se rencontrent trois de ses intérêts principaux : la poésie, le roman historique et la France. Après le succès de la traduction de ce livre en français, les poèmes de Charles d'Orléans ont été réédités. De 1981 à 1990, Hella et son mari habitent en France, à Saint-Witz au nord de Paris. Elle écrit alors plusieurs romans et récits qui se situent en France, mais c'est surtout la période des grands romans-documentaires historiques. Elle est déjà de retour à Amsterdam quand le ministère de la Culture de France lui remet les décorations d'abord d'officier, puis de commandeur dans l’Ordre des Arts et des Lettres, et ensuite celle d'officier de la Légion d'honneur. Elle a été comparée à Marguerite Yourcenar.

## Renommée internationale
La traduction en 1989 de Het woud der verwachting en anglais : In a Dark Wood Wandering a rapidement apporté à Hella Haasse une renommée internationale. Depuis, elle est traduite dans nombre de langues.

## Prix et récompenses
- Prix Constantijn Huygens 1981
- Prix P.C. Hooft 1983
- Prix Dr J.P. van Praag 1985
- Prix Annie Romein (ou Prix Opzij de littérature) 1995
- Prix Dirk Martens 2003
- Prix du Meilleur livre étranger (essai) 2003 pour La Récalcitrante (traduction de l'ouvrage paru en 1978 Mevrouw Bentinck, of Onverenigbaarheid van karakter)
- Prix des lettres néerlandaises 2004

### Hella Haasse au ciel
Honneur exceptionnel, Hella Haasse a obtenu le 29 juillet 2007 son étoile au ciel, où la planétoïde 10.250 porte désormais son nom.
Cet honneur lui est octroyé à l'occasion de la parution de son dernier livre, intitulé Sterrenjacht, La Chasse aux étoiles. En fait, c'est un texte inédit de 1950, qui était paru en feuilleton dans un journal sous le pseudonyme de C.J. van der Sevensterre (van der zeven sterren signifiant « des sept étoiles »). Elle avait perdu le manuscrit et oublié ce feuilleton. Au début de 2007, en faisant un grand ménage, elle a retrouvé les anciennes coupures du feuilleton, qui a été publié sous forme de livre en 2007.

## Liste des œuvres parues en français
- Le Lac noir (Oeroeg, 1948), récit paru en français en 1991
- En la forêt de longue attente (Het woud der verwachting. Het leven van Charles d'Orléans, 1949), roman paru en français en 1991
- La source cachée (De verborgen bron, 1950), roman paru en français en 1998
- La ville écarlate (De scharlaken stad, 1952), roman paru en français en 1997
- Les Initiés (De ingewijden, 1957), roman paru en français en 2003
- Un fil dans le noir (Een draad in het donker. Een toneelspel in drie bedrijven, 1963), pièce de théâtre, parue en français en 1993
- Un goût d'amandes amères (Een nieuwer testament, 1966), roman paru en français en 1988
- Les jardins de Bomarzo (De tuinen van Bomarzo, 1968), essai paru en français en 2000
- Locataires et sous-locataires (Huurders en onderhuurders. Een fictie, 1971), fiction parue en français en 1999
- Le Maître de «la descente» (De meester van de neerdaling, 1973), roman paru en français en 1994
- Une liaison dangereuse. Lettres de La Haye (Een gevaarlijke verhouding of Daal-en-Bergse brieven, 1976), roman paru en français en 1995
- La Récalcitrante (Mevrouw Bentinck, of Onverenigbaarheid van karakter, 1978), roman paru en français en 2003, prix du Meilleur livre étranger (essai)
- Les routes de l'imaginaire (De wegen der verbeelding, 1983), roman paru en français en 1996, Actes Sud, traduit par Annie Kroon
- Des nouvelles de la maison bleue (Berichten van het Blauwe Huis, 1986), paru en français en 2000
- Le Temps est un songe ou Henri-René Lenormand et les Pays-Bas (De tijd een droom of Henri-René Lenormand en Nederland, 1991), texte d'une conférence paru en français en 1991
- Les Seigneurs du thé (Heren van de thee, 1992), roman paru en français en 1996
- Le Génie du lieu, suivi de La Gloriette (Twee verhalen : Genius loci; Het tuinhuis, 1993 et 1980), récits parus en français en 1998
- En transit (Transit, 1994), paru en français en 1995
- Viser les cygnes (Zwanen schieten, 1997), récit paru en français en 2002
- Un long week-end dans les Ardennes (Fenrir. Een lang weekend in de Ardennen, 2000), roman paru en français en 2001
- L'Anneau de la clé (Sleuteloog, 2002), roman paru en français en 2004
- La chasse aux étoiles (Sterrenjacht, 2007), roman paru en français en 2011
- Aloe ferox (Het tuinhuis, 2006), nouvelles, paru en français en 2008